# Stade Gerhard-Hanappi
Le stade Gerhard-Hanappi était un stade de football situé à Hütteldorf, à l'ouest de Vienne en Autriche. Sa démolition a été achevée entre 2014 et 2015.
De 1977 à 2014, il fut le domicile du Rapid Vienne. Il comptait 18 500 places assises ce qui fait de lui le plus grand stade de football de Vienne derrière le stade Ernst-Happel.

## Histoire
Il fut officiellement ouvert le 10 mai 1977 sous le nom de Weststadion (stade de l'Ouest). En 1981, il fut renommé afin d'honorer son architecte, le légendaire footballeur autrichien Gerhard Hanappi. Parmi les supporters le stade est aussi connu sous le nom de Sankt Hanappi (Saint-Hanappi), ce qui fait référence au slogan des supporters : « Rapid ist uns're Religion » (« Le Rapid Vienne est notre religion »).
En mai 2014, le club du Rapid Vienne a décidé de construire un nouveau stade qui sera nommé Allianz Stadion et qui aura une capacité de 28 000 places. Le stade sera ouvert en juin 2016.

## Événements
- Finale de la Coupe d'Autriche, 1977, 1983, 1984, 1985, 1986, 1987, 1998 et 2007
- Finale de la Supercoupe d'Autriche, 1986 et 1987

## Galerie

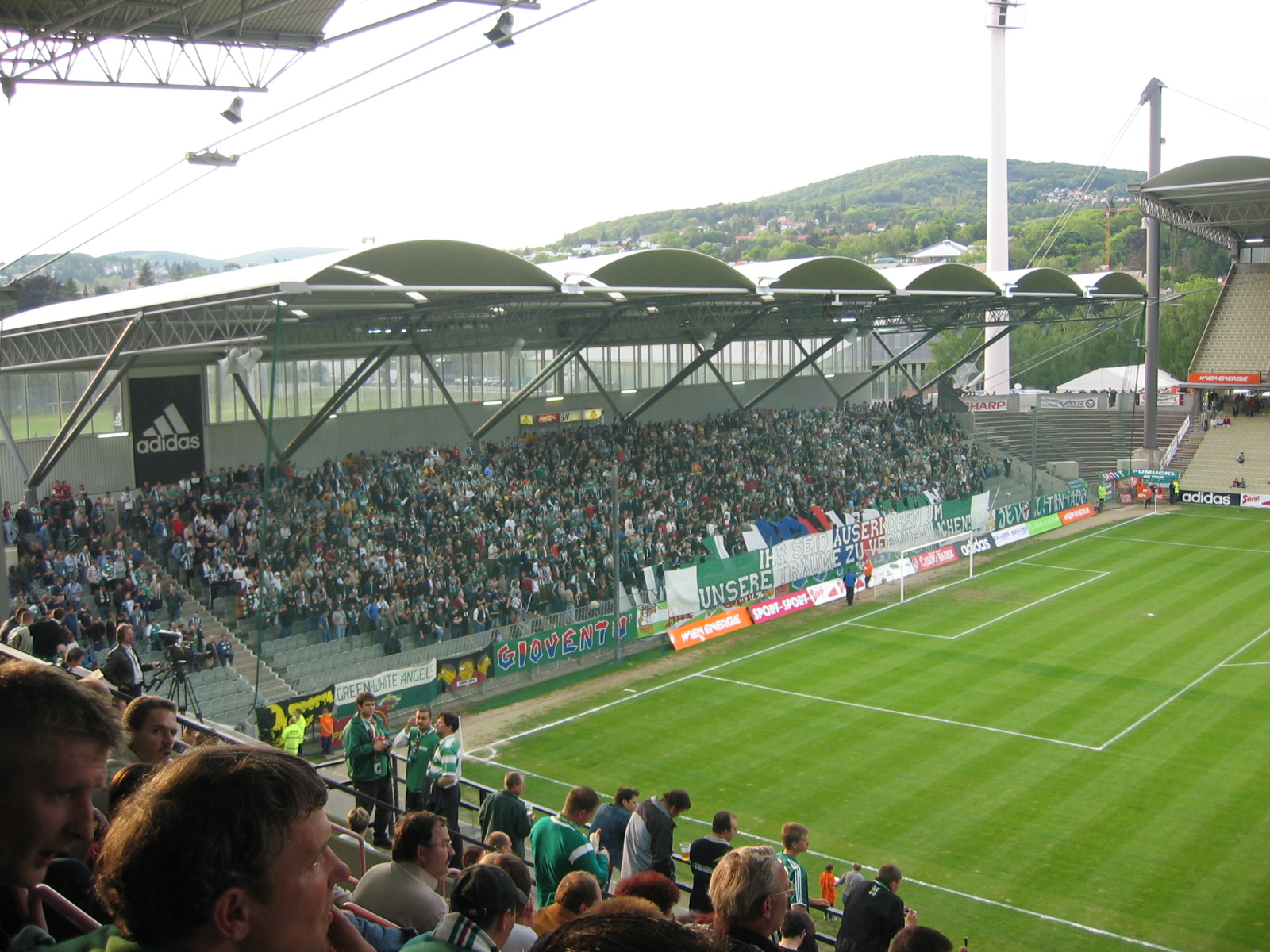
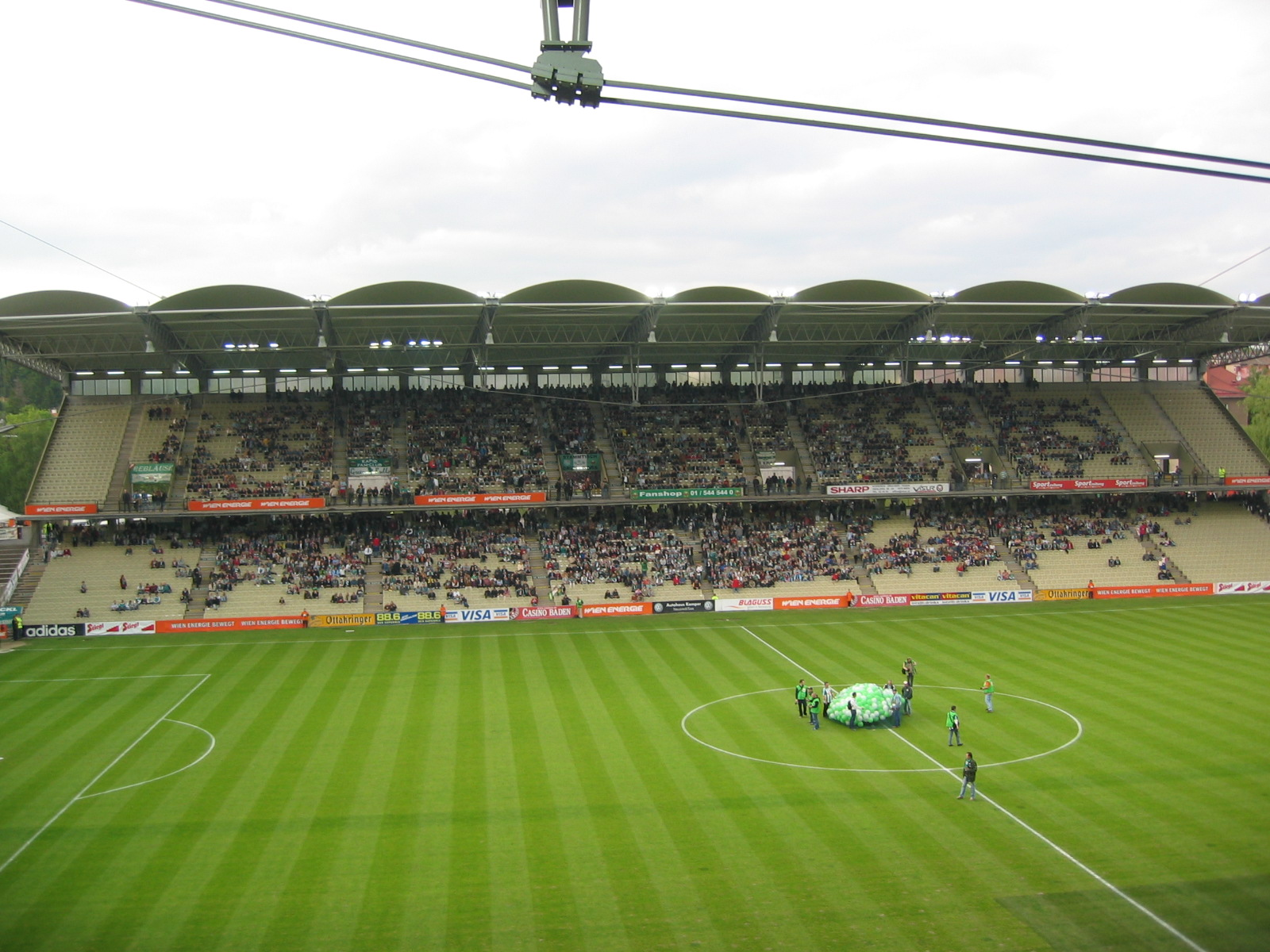
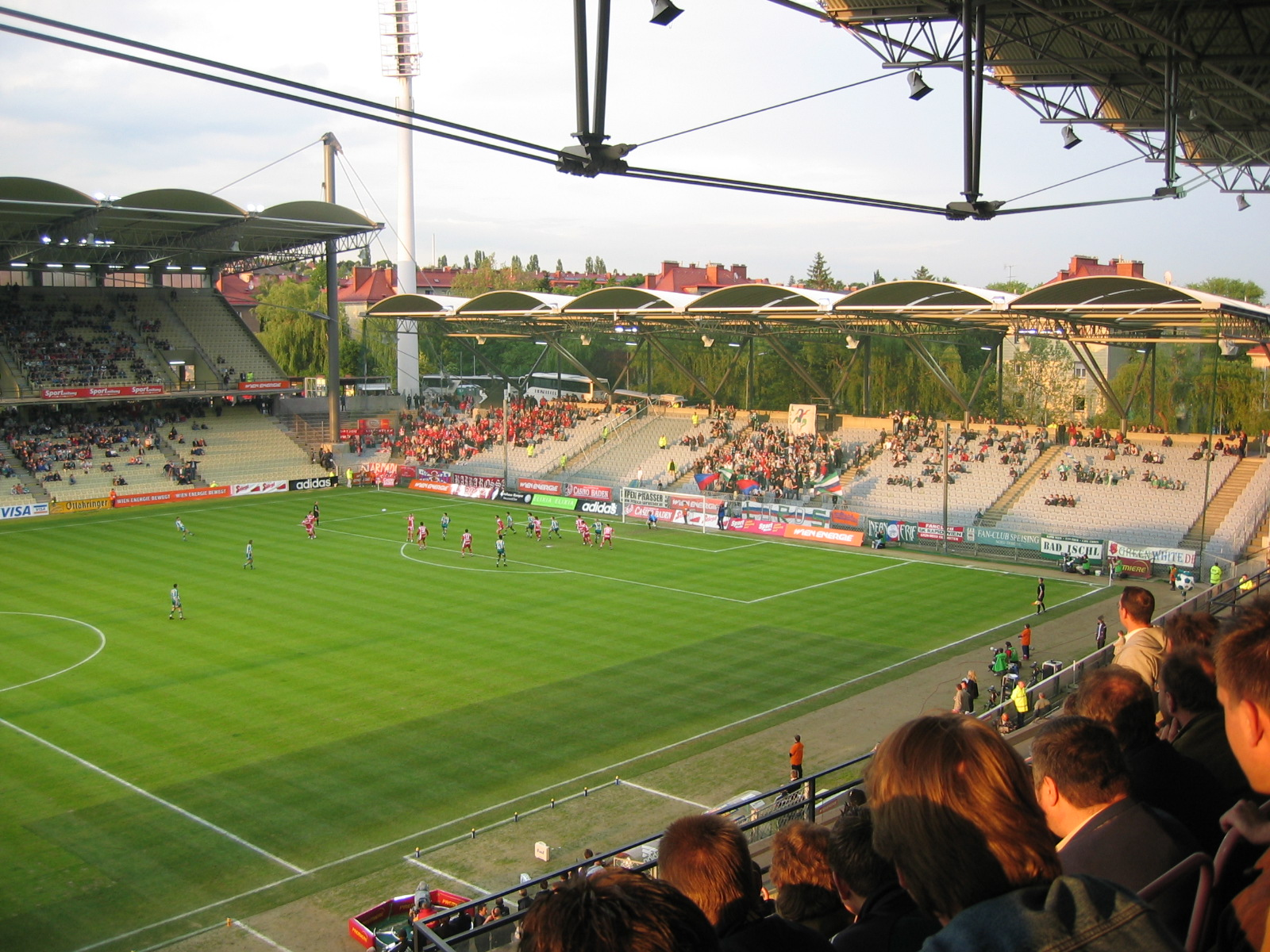
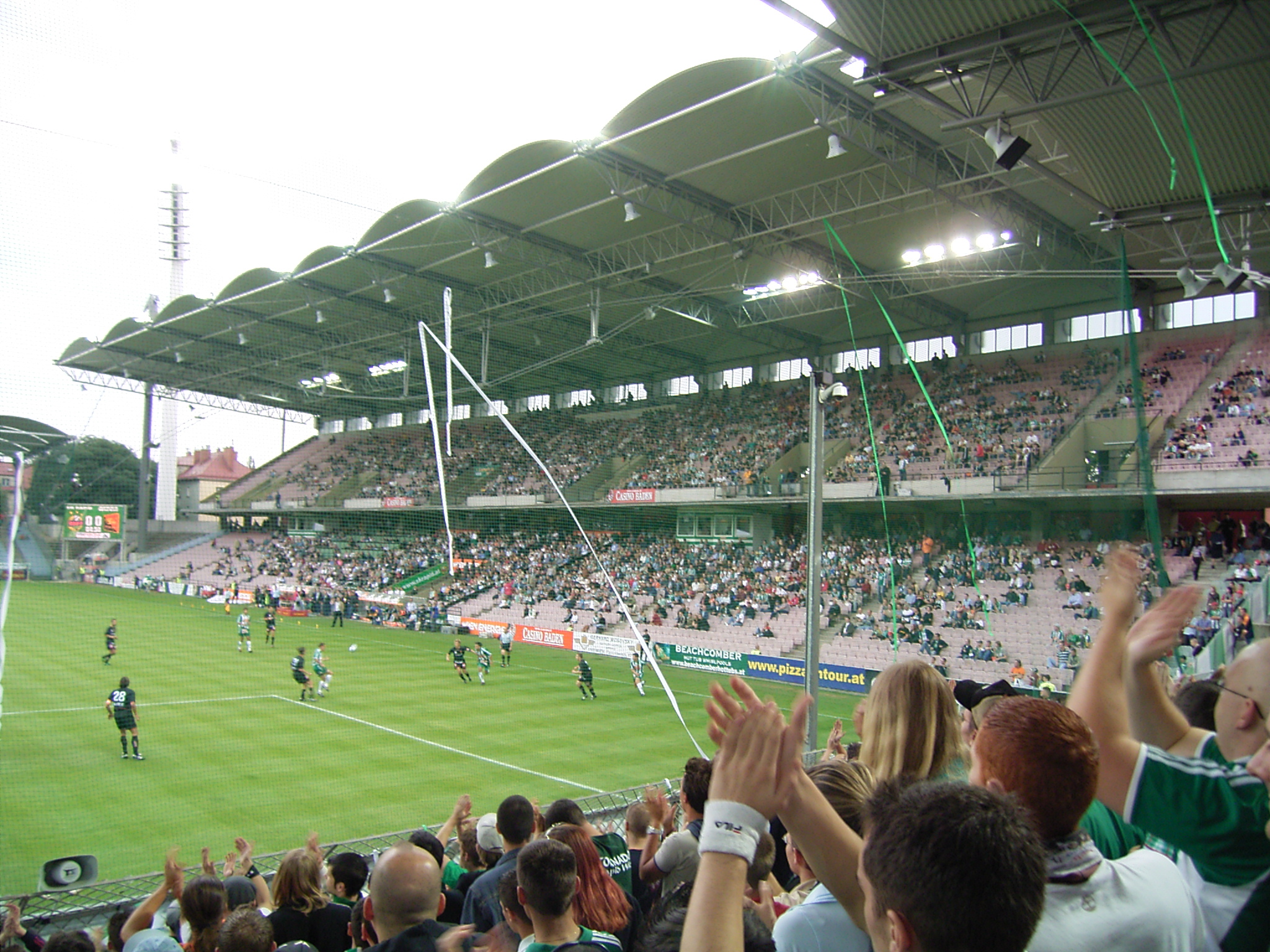